# 応用数学分科会
応用数学分科会（おうようすうがくぶんかかい、英: Division of applied mathematics）は日本数学会において応用数学に関する交流・研究討論の場を設けることを目的とする分科会である。

## 活動内容

### 扱う分野
応用数学分科会は応用数学の中でも特に以下の分野を扱っている。
- 数値解析
  - PDE/ODEの数値解法
  - 精度保証付き数値計算
- 数理モデル
- 力学系

### 応用数学合同研究集会
応用数学分科会が主催し、日本応用数理学会と龍谷大学理工学部が協賛している。広く応用数学に関連した研究報告を行うことを目的としていて、応用数学に関連した科研費の補助をうけて開催している。解析系と離散系に分かれてセッションを行う。

### 応用数学特別セッション
応用数学分科会は日本数学会の年会・秋季総合分科会と並行して応用数学特別セッションを開催し、特定テーマに沿って研究報告を行っている。過去には
- 機械学習・深層学習 (2018年)
- 凸多面体 (2017年)
- en:topological data analysis (2016年)
- 量子ウォーク (2015年)
- 将棋 (2013年)
- フラクタル (2010年)

などが扱われた。

### 分科会特別講演・企画特別講演
応用数学分科会は日本数学会の年会・秋季総合分科会において、講演者を招待して分科会特別講演・企画特別講演を行っている。

#### 過去に分科会特別講演を行った者[4]
- 占部実 (1968年春)
- 森正武 (1971年秋)
- 伊理正夫 (1971年春、1980年秋)
- 三村昌泰 (1975年春)
- 藤田宏 (1976年春)
- 一松信 (1979年春)
- 河原田秀夫 (1979年秋)
- 大石進一 (1994年秋)
- 杉原正顯 (1998年秋)
- 千葉逸人 (2013年春)

#### 過去に企画特別講演を行った者[4]
- 森正武 (1996年秋)
- 三村昌泰 (1997年春)

### 応用数学研究奨励賞
応用数学分科会は応用数学分野研究者の研究を奨励し分野全体の交流・発展を図ることを目的としている。そのために応用数学に関連する分野において優れた業績をあげた若手研究者にその業績を顕彰して日本数学会応用数学研究奨励賞を与えている。毎年6名以内の応用数学研究奨励賞対象者が選考される。授賞対象者は応用数学合同研究集会において優れた研究を発表した研究者としている。授賞対象者は日本数学会会員には限定しないが発表年度の4月1日現在において34歳以下の者に限る。

### 関連団体
- 日本数学会
- 日本応用数理学会

### 過去に評議員・委員を務めた人物
カッコ内は務めた年度
- 伊理正夫 (1983-1984年)
- 三村昌泰 (1984-1985年、1995-1996年、2000-2002年)
- 河原田秀夫 (1987-1988年)